# C/1906 V1 Thiele
C/1906 V1 (Thiele) è una cometa osservata solo per un breve periodo di tempo: questo fatto non ha permesso di ottenere un'orbita precisa.
Secondo alcuni astronomi è una cometa periodica appartenente alla famiglia delle comete halleidi che dovrebbe ritornare al perielio nei prossimi anni; secondo altri ha un periodo maggiore, superiore ai 500 anni e quindi farebbe parte delle comete non periodiche.